# Chorus (efekt gitarowy)

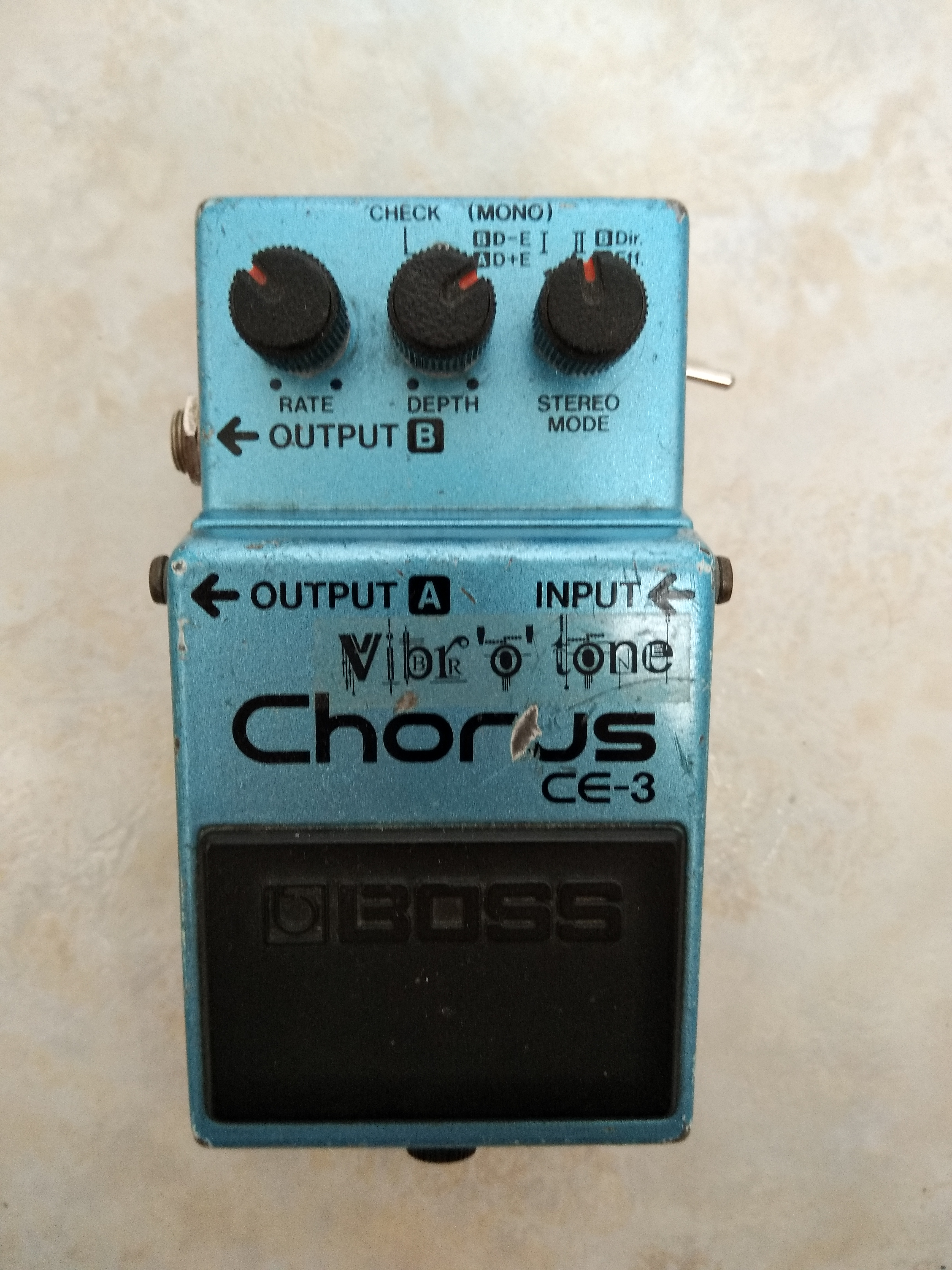
Efekt chorus A BOSS CE-3 z 1984

Chorus – efekt gitarowy należący do grupy efektów modulacyjnych. Jest uzyskiwany poprzez nakładanie lekko zmodulowanego i opóźnionego sygnału na sygnał oryginalny. Efektem takiej modulacji jest uzyskanie charakterystycznego brzmienia chóralnego.
Chorus i flanger należą do najbardziej rozpowszechnionych urządzeń wzbogacających dźwięk elektrycznych instrumentów muzycznych. Stosowane są szczególnie chętnie do gitar elektrycznych i instrumentów klawiszowych.

## Zasada działania
Układ potrzebny do uzyskania efektów chorus i flanger jest praktycznie jednakowy (rys. 1). Sygnał wejściowy trafia do linii opóźniającej o czasie opóźnienia zmienianym w zakresie od kilku do kilkunastu milisekund. Czas opóźnienia sygnału w efekcie flanger jest zwykle krótszy niż w chorusie. Następnie sygnał opóźniony jest sumowany z oryginalnym. W wypadku efektu flanger stosuje się ponadto regulowane sprzężenie zwrotne, wpływające na kształt charakterystyki przenoszenia układu.
Zmiana czasu opóźnienia linii powoduje zmianę częstotliwości sygnału na jej wyjściu (analogicznie z efektem Dopplera, obserwowanym dla źródła dźwięku poruszającego się, a więc słyszanego ze zmiennym opóźnieniem). Przykładowo, jeżeli opóźnienie linii wzrasta liniowo o 10 ms w czasie 0,5 sekundy, to częstotliwość wyjściowa linii będzie wynosić:
{\displaystyle F_{wy}=F_{we}\cdot (1-{\frac {0{,}01{\text{ s}}}{0{,}5{\text{ s}}}})=0{,}98\cdot F_{we}.}
Na wyjściu efektu chorus pojawiają się dwa rozstrojone względem siebie sygnały muzyczne, co daje wrażenie gry dwóch instrumentów. Rozbudowane efekty chorus wykorzystywano w latach 70. w instrumentach klawiszowych imitujących brzmienie zespołu smyczkowego (tzw. „string”).
W efektach analogowych do opóźnienia sygnału o kilka-kilkanaście milisekund używane są scalone analogowe linie opóźniające. Linia taka składa się z kilkuset komórek z pojemnościami przenoszącymi porcje ładunku elektrycznego. Ładunki te odpowiadają próbkom napięcia wejściowego i przemieszczają się, w takt przebiegu zegarowego, od wejścia do wyjścia linii. Dla przykładu układ scalony TDA1022 zawiera 256 stopni opóźnienia, co przy częstotliwości taktowania 5–500 kHz umożliwia realizację opóźnienia o czas 0,512–51,2 ms.

## Zobacz też

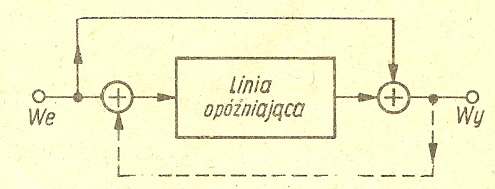
Rys. 1. Schemat blokowy przystawki chorus i flanger